# Medina (Nowy Jork)
Medina – wieś w Stanach Zjednoczonych, w stanie Nowy Jork, w hrabstwie Orleans.